# Bob de Vries
Bob de Vries (Haule, 16 dicembre 1984) è un pattinatore di velocità su ghiaccio olandese.

## Biografia
Bob è il fratello dei pattinatori Elma e Bart de Vries.

## Palmarès

### Campionati mondiali su distanza singola
- 2 medaglie:
  - 1 argento (10000 m a Inzell 2011);
  - 1 bronzo (inseguimento a squadre a Inzell 2011).

### Coppa del Mondo
- Miglior piazzamento in classifica generale: 9º nel 2014.
- Vincitore della Coppa del Mondo di partenza in linea nel 2014.
- Miglior piazzamento nella Coppa del Mondo di 5000 e 10000 metri: 3º nel 2011.
- 6 podi:
  - 1 vittoria;
  - 5 terzi posti.

#### Coppa del Mondo - vittorie
| Data          | Luogo      | Stato       | Disciplina        |
| ------------- | ---------- | ----------- | ----------------- |
| 14 marzo 2014 | Heerenveen | Paesi Bassi | Partenza in linea |